# Uribe (APD-29)
El destructor transporte Uribe APD-29 fue un destructor transporte rápido de la clase Buckley construido para la Armada de los Estados Unidos en 1943 y vendido al gobierno de Chile en 1967.
En la Armada de los Estados Unidos fue bautizado como Daniel T. Griffin DE-54 y como tal operó en la Segunda Guerra Mundial actuando en la escolta de los convoyes en el Atlántico Norte. Luego, en 1944 fue convertido en transporte rápido siendo reclasificado como APD-38 y enviado a servir en el frente Asia- Pacífico hasta 1946. Por su actuación en la guerra se hizo acreedor a una estrella de combate.

## Características
Durante ambas guerras mundiales los Estados Unidos y sus aliados se vieron enfrentados al reto de los submarinos alemanes cuya efectividad amenazó con cerrar las rutas marítimas del Atlántico poniendo en peligro el esfuerzo de la guerra en Europa. En un primer momento las naves con capacidad antisubmarina no estuvieron disponibles en número suficiente para luchar contra esa amenaza. La batalla del Atlántico fue ganada por los países aliados en forma decisiva con la llegada de los especializados destructores escolta y la formación de los Grupos de Tarea que estos realizaron con portaaviones pequeños que en los dos últimos años de la Segunda Guerra Mundial prácticamente eliminaron el peligro submarino alemán.
La evolución del diseño del destructor escolta se remonta a 1939 cuando se establecieron las características básicas de los buques que podrían ser construidos rápidamente y en grandes cantidades sin interferir la producción de maquinaria y armamento para otros tipos de naves. Durante un período de 19 meses a partir de noviembre de 1941 la Armada de los EE. UU. colocó órdenes de construcción por 1.005 destructores escolta pero en mayo de 1943 se dieron cuenta de que esa cantidad era muy superior a las necesarias debido al éxito que estaban consiguiendo en la guerra antisubmarina en el Atlántico por lo que comenzaron a cancelar pedidos. También en esa época, después de la batalla de Guadalcanal, vieron la necesidad de contar con buques para trasladar y desembarcar tropas rápidamente disponiendo la reclasificación de varios destructores escoltas en transportes rápidos de personal APD. Esta modificación consistió principalmente en cambiar los 3 montajes de 3"/50 por 1 de 5"/38, instalarle cuatro barcazas de desembarco y proporcionarle habitabilidad para 12 oficiales y 150 hombres de tropa con su equipo.
Daniel T. Griffin fue lanzado al agua el 25 de febrero de 1943 como destructor escolta DE-54 en el astillero Bethlehem-Hingham Shipyard, Hingham, Mass. y puesto en servicio activo el 9 de junio de 1943.
Su desplazamiento a plena carga era 1.422 toneladas, eslora de 93 metros, manga de 11,23 metros y calado de 3,85 metros. Desarrollaba una velocidad máxima de 23 nudos. Su armamento consistía en 1 montaje simple de 5"/38 doble propósito, 6 ametralladoras de 40 mm., 8 ametralladoras de 20 mm., 1 mortero para lanzar bombas de profundidad y 2 rieles deslizadores para bombas de profundidad. Su dotación era de 201 hombres.

## Servicio en la US Navy

### Durante la Segunda Guerra Mundial
1943-1946
Efectuó un viaje escoltando un convoy a Casablanca, Marruecos francés entre el 15 de agosto y el 24 de septiembre de 1943 y después se integró a la escolta de los convoyes que navegaban entre Nueva York e Irlanda del Norte entre el 13 de octubre de 1943 y el 23 de septiembre de 1944. Arribó a Staten Island, N.Y. para ser convertido en transporte rápido siendo reclasificado como APD-38 con fecha 23 de octubre de 1944.
Zarpó de Norfolk el 13 de enero de 1945 recalando en Pearl Harbor el 6 de febrero donde trabajó con los grupos de demoliciones submarinas. El 14 de febrero zarpó como escolta de un convoy hacia Ulithi y el estrecho de Kossol recalando la bahía de San Pedro, Leyte el 5 de marzo y para ensayos de la invasión próxima. El 19 de marzo zarpó hacia Kerama Retto donde llegó el 26 del mismo mes. Durante el asalto de Okinawa protegió las naves en Kerama Retto y barrió minas, entregó municiones en las playas de Okinawa y actuó como buque de rescate hasta el 18 de mayo. El 6 de abril peleó contra varios aviones suicidas, impactando a lo menos en dos. Cuando el destructor Morris DD-417 fue alcanzado por los aviones enemigos, lo protegió de nuevos ataques, lo ayudó a controlar los incendios y lo escoltó hasta Kerama Retto.
Continuó como buque escolta en Saipán hasta el 19 de junio, escoltó un convoy hacia Okinawa y otro desde esa isla a Ulithi. El 11 de julio recaló en la bahía de San Pedro, Leyte, efectuando diferentes tareas en las Filipinas hasta el 22 de septiembre en que zarpó con las tropas de ocupación a Kure, Japón, desembarcándolas entre el 6 y el 11 de octubre. Regresó a Manila el 16 de octubre y estuvo reubicando tropas en las Filipinas hasta el 2 de diciembre en que zarpó de regreso a los Estados Unidos, hizo una breve recalada en San Diego y arribó el 11 de enero de 1946 a Norfolk y el 4 de marzo a Green Cove Springs, Fla. Fue puesto fuera de servicio en la reserva con fecha 30 de mayo de 1946.
Recibió una estrella de combate en reconocimiento de su actuación en el conflicto mundial.

## Servicio en la Armada de Chile
1966-1972
Adquirido por el gobierno de Chile con fecha 15 de agosto de 1966, se integró a la Armada con el nombre de Destructor transporte Uribe, APD-29 llegando a Chile el 11 de enero de 1967 remolcado por el patrullero Lautaro. Fue incorporado al servicio con fecha 6 de junio de 1968. Desde mayo de 1969 hasta 1972 permaneció en Talcahuano cumpliendo comisiones como buque de emergencia de la Segunda Zona Naval.
1972-1974
Pasó a depender de la Primera Zona Naval y cumplió comisiones como buque tender de la Escuela Naval y de las escuelas de especialidades de la Armada del Sector Naval Oriental.
1975-1978
A comienzos de 1975 fue sometido a completas reparaciones y fue asignado al Distrito Naval Norte donde cumplió tareas de patrullaje marítimo y vigilancia de las agua jurisdiccionales. Se le instalaron modernos equipos de detección de superficie, aérea y submarina con sus correspondientes sistemas de armas.
1979-1982
Destinado a la Comandancia en Jefe de la Tercera Zona Naval efectúa tareas como buque anfibio.
1983
Nuevamente asignado como buque de emergencia de la Primera Zona Naval.
1985-1995
Dado de baja por Resolución C.J.A. Res.N.º 4281/3 de 26 de enero de 1985. El 4 de junio de 1992 se autoriza su empleo como buque cuartel hasta el 4 de diciembre de 1994. Por D.S. (M) N.º 7 de 25 de julio de 1995 se autoriza su enajenación. Fue usado como blanco y hundido.